# Scrophularia yoshimurae
Scrophularia yoshimurae är en flenörtsväxtart som beskrevs av Takasi Takashi Yamazaki. Scrophularia yoshimurae ingår i släktet flenörter, och familjen flenörtsväxter. Inga underarter finns listade i Catalogue of Life.